# Liia
Liia est une île d'Estonie  située dans le golfe de Riga..